# Імпала
Імпала, або чорноп'ята антилопа (Aepyceros melampus Lichtenstein, 1812) — африканський ссавець родини бикових (Bovidae). Єдиний вид в однойменному роді Aepyceros Sundevall, 1847 та підродині імпалових Aepycerotinae Gray, 1872.

## Походження назви
«Імпала» — зулуська назва тварини. Aipos (грецьке) високий, довгий, keras (грецьке) ріг тварини: стосується довгих ліроподібних ріг самців. Melas (грецьке) чорний, pous (грецьке) нога: звідси чорноногий, як натяк на жмуток чорного волосся що вкриває сальні залози на «п'ятках» задніх ніг.

## Зовнішній вигляд

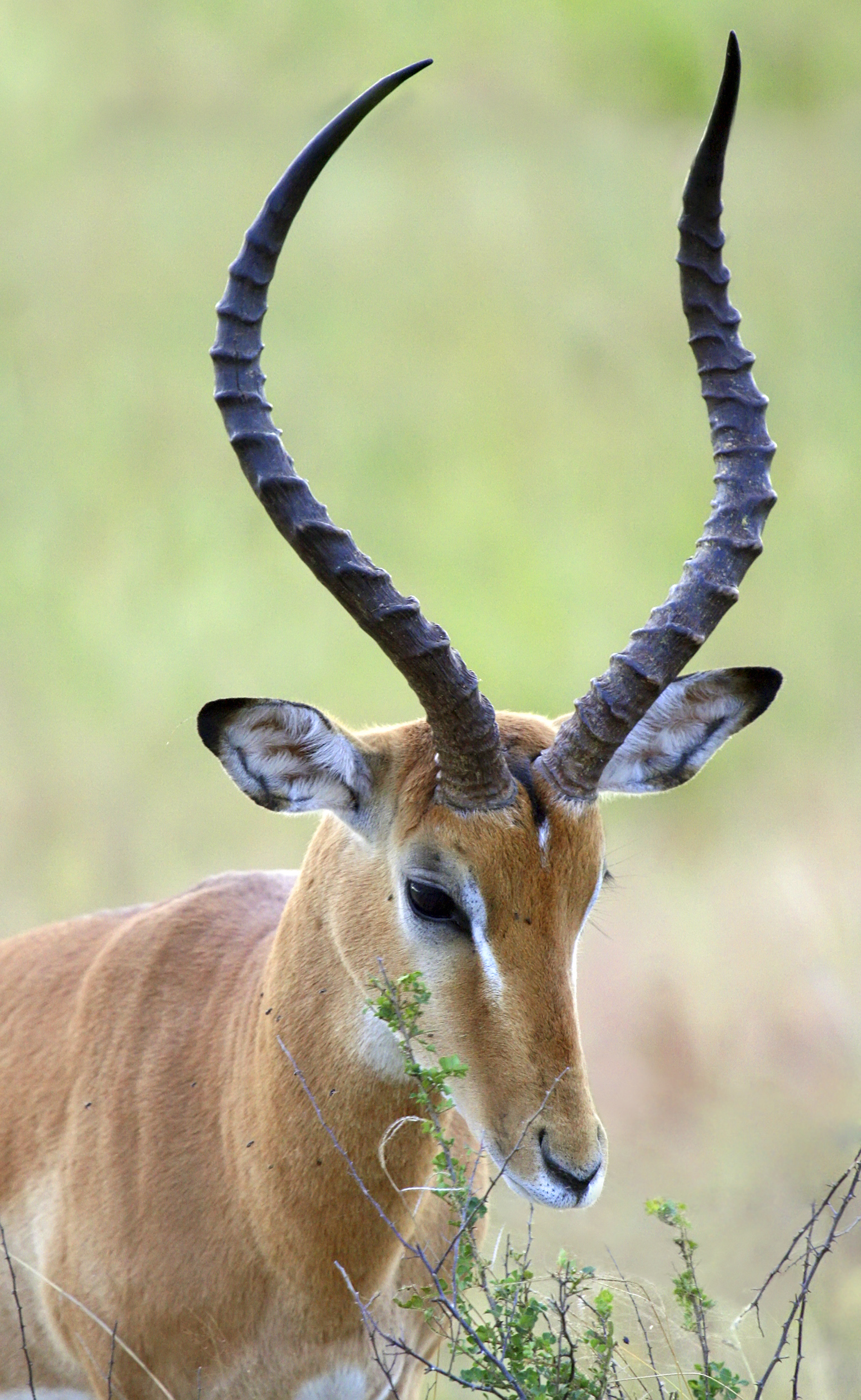
Самець імпали

Обидві статі мають  однакове  рудувато-коричневе забарвлення, яке блідніє по боках. Хутро коротке, блискуче. Низ живота, підборіддя, губи, внутрішня частина вух, лінія над очима та хвіст — білі. Мають чорні смужки на хвості, лобі, стегнах та кінчиках вух. Ці смужки допомагають розпізнаватися між особинами. Забарвлення допомагає тваринам зливатися з середовищем, у якому вони живуть. Імпали є статево диморфні (самці відрізняються від самиць). У цього виду тільки самці володіють S-подібними рогами довжиною 45-91,7 см. Роги сильно загострені, тонкі. Пахучі залози розміщені на задніх ногах під жмутком чорного волосся та сальні залози на лобі. Маса 45-60 кг. Довжина тіла 120–160 см. Висота холки 75-95 см. Довжина хвоста 30-45 см.

## Ареал
Імпали поширені у Східній Африці: від північного сходу Південної Африки до Анголи, південного Заїру, Руанди, Уганди та Кенії; відокремлений район у Намібії. Тварини зустрічаються у лісистих місцевостях з невисоким підліском та у чагарникових саваннах, з близьким джерелом питної води, необхідність в якому зникає при достатку соковитих трав. Зрідка та ненадовго з'являються у відкритих степах.

## Розмноження
Період вагітності 6,5-7 місяців. Спостерігається два піки народжуваності — один навесні та другий восени. Перед пологами самиці віддаляються від стада і шукають приховане непомітне місце. Народжується один малюк, який відлучається від материнського молока у чотири-шестимісячному віці. Самці стають статевозрілими у віці одного року, самиці — у півтора року. Проте, молоді самиці зможуть розмножуватися в чотирирічному віці, коли вони стануть дорослими та матимуть свою територію. Дорослий самець утримує на своїй території від 5 до 50 самиць. Тривалість життя до 15 років.

## Поведінка
Імпали денні тварини та проводять ніч лежачи та пережовуючи їжу. Найактивніші невдовзі після світанку та перед сутінками. Впродовж дня поперемінно пасуться та відпочивають, часто в тіні. В залежності від сезону в імпал існує різний соціальний устрій. В середньому стада самиць налічують від 15 до 100 особин, кількість яких залежить від доступного простору. Самиці живуть сім'ями в межах ділянки 80-100 гектарів. Під час сезону дощів територію ділянки посилено охороняють, проте в посушливий сезон тварини більше контактують між собою та з іншими сім'ями та перемішуються. Під час сезону дощів імпали формують особливі соціальні групи. Помічено три основних формування: територіальні самиці з та без готових до парування самиць, стада безтериторіальних дорослих та молодих самців та стада самиць з молодняком (навіть молоді самиці до 4 річного віку). Переважно стадо веде за собою одна з самиць, а самець замикає стадо слідкуючи щоб ніхто з його членів не віддалявся далеко від основної групи. Для захисту своїх ділянок самиці використовують різні методи: підняття хвоста, тертя лобом навколишніх дерев та предметів, пряма постава, бійка та ревіння. Там, де тварини досить численні, вони стають основною здобиччю великих наземних хижаків, а оленята — орлів. Середовище, в якому проживають тварини сприяє полюванню із засідок, тому тварини завжди насторожені та пильні. Коли імпали пересуваються по підліску, то часто зупиняються і роздивляються навкруги, похитуючи головою вверх, вниз та вбік, прислухаються до навколишніх звуків та принюхуються до запахів. Коли тварини йдуть на водопій, самиця, яка веде за собою стадо вкрай обережна, постійно зупиняється та роздивляється і може декілька хвилин стояти нерухомо, в той час як всі тварини, що йдуть за нею, цілком ненапружені та спокійні. Тривожне пирхання та раптовий спрямований вверх рух головою з витягненою вперед шиєю служить переконливим сигналом для втечі. При втечі можуть підстрибувати у різних напрямках на 9 метрів в довжину та на висоту до 3 метрів, особливо в місцях з густою рослинністю, що спантеличує хижаків та водночас це дуже ефектне та захопливе видовище. Тварини брикаються задніми ногами. Природними ворогами є лев, леопард, гієна, дикі собаки, крокодил нільський, пітон.

## Харчування
Імпали — жуйні тварини. Вони пристосовані до перетравлення більшості трав та інших рослин, що зробило їх осілими на своїх територіях. Під час росту соковитих трав, після дощів, імпали живляться на пасовищах; та общипують листя, молоді пагони кущів та дерев під час посушливого періоду. При необхідності їдять сухе опале листя.

## Підвиди
Імпала включає два підвиди це:
- A. m. melampus
- A. m. petersi